# Sätra (metropolitana di Stoccolma)
Sätra è una stazione della metropolitana di Stoccolma.
Si trova nell'area suburbana di Söderort, più precisamente all'interno della circoscrizione di Skärholmen. La stazione ferroviaria centrale è da qui distante circa 9,5 chilometri.
Sätra è collocata sulla linea rossa della rete metroviaria locale, fra le stazioni Bredäng e Skärholmen. L'inaugurazione della stazione avvenne in data 16 maggio 1965, rappresentando la 63ª fermata della metropolitana di Stoccolma in ordine cronologico. Qui terminava la linea rossa T13 fino al 1º marzo 1967, data in cui divenne attiva la fermata successiva di Skärholmen, la quale diventò il nuovo temporaneo capolinea.
Non è una stazione sotterranea poiché le piattaforme sono situate in superficie, ubicate fra la strada Kungssätravägen e la piazza Sätra Torg. Le decorazioni presenti sono state curate dal ceramista Päivi Ernkvist.
Durante un normale giorno lavorativo del 2009 vi sono transitate circa 3.000 persone.

## Tempi di percorrenza
| Linea | Capolinea | Tempo  | Stazione                                                  | Tempo                              |
| T13   | Ropsten   | 29 min | Liljeholmen Slussen Gamla stan T-Centralen Östermalmstorg | 11 min 17 min 19 min 21 min 23 min |
| T13   | Norsborg  | 15 min | Liljeholmen Slussen Gamla stan T-Centralen Östermalmstorg | 11 min 17 min 19 min 21 min 23 min |